# Шаффарцик, Хайко
Хайко Шаффарцик (нем. Heiko Schaffartzik, род. 3 января 1984 года, Берлин, ФРГ) — немецкий профессиональный баскетболист, выступающий за баскетбольный клуб «Гамбург Тауэрс». Игрок сборной Германии.

## Карьера
В 2011 году подписал контракт с берлинской «Альбой». В составе клуба дебютировал в Евролиге, в сезоне 2012/13 в среднем набирал 6,2 очка за игру.
1 августа 2013 года подписал контракт с «Баварией». В составе мюнхенской команды выиграл чемпионат Германии 2013/14.
28 сентября 2015 года перешёл в «Лимож».
В июне 2016 года заключил контракт с «Нантером». 22 апреля 2017 года в составе команды выиграл кубок Франции, в финальном матче против «Ле-Мана» набрал 24 очка и был признан MVP матча. 25 апреля 2017 года стал победителем кубка ФИБА Европа.
12 июня 2017 года продлил контракт с «Нантером» на сезон 2017/18.

## Сборная
В составе сборной Германии выступал на чемпионатах Европы в  
2009, 2011, 2013 и 2015 годах. Участник чемпионата мира 2010 года.

## Достижения
Альба:
- Чемпион Германии: 2002/03, 2003/04
- Обладатель Кубка Германии: 2003, 2004

 Бавария:
- Чемпион Германии: 2013/14

 Нантер:
- Обладатель Кубка ФИБА Европы: 2016/17
- Обладатель Кубка Франции: 2017

## Личная жизнь
В возрасте 13 лет Шаффарцику диагностировали лейкемию, после чего он прошёл курс химиотерапии и победил болезнь.
В декабре 2015 года в состоянии алкогольного опьянения ворвался в чужой дом и уснул на постели хозяев, после чего был доставлен в полицию.